# چشمه روشن
چشمه روشن: دیداری با شاعران از آثار برجسته غلامحسین یوسفی است که در آن نویسنده نمونه‌هایی از شعر فارسی را از رودکی تا دوران معاصر نقد و بررسی کرده‌است. هر فصل کتاب به یک شاعر و یکی از آثار برجستهٔ او می‌پردازد.

## نقد و نظر
حمید دبّاشی در مقاله‌ای به نقد این کتاب پرداخته و آن را نقطهٔ تحولی در تاریخ‌نویسی ادبیات ایران می‌داند.